# Stourhead
Stourhead è una tenuta di 1100 ettari sita presso la sorgente del fiume Stour, vicino a Mere, nel Wiltshire in Inghilterra. Monumento nazionale dal 1946, la tenuta ospita una villa neopalladiana, il villaggio di Stourton, giardini e boschi. La tenuta è stata di proprietà della famiglia Stourton per 700 anni, fino al 1717, quando fu venduta a Henry Hoare I, figlio del banchiere Richard Hoare.
Dopo la cessione la villa originale fu abbattuta per fare posto ad una nuova abitazione, la Stourhead House, la prima del suo genere, progettata da Colen Campbell e costruita da Colen Campbell fra il 1720 e il 1724. Nei successivi due secoli la famiglia Hoare vi raccolse numerosi lasciti, fra i quali una grande biblioteca e una collezione di oggetti d'arte. Nel 1901 la villa fu danneggiata dal fuoco, ma molti dei lasciti si salvarono e la villa fu ricostruita in uno stile identico. Henry Hugh Arthur Hoare, che perse il figlio nella Prima guerra mondiale, la cedette al National Trust, l'istituto britannico che gestisce i monumenti.
I giardini furono disegnati da Henry Hoare II e realizzati fra il 1741 e il 1780. Ospitano un gran numero di templi, un obelisco, la King Alfred's Tower, progettata da Henry Flitcroft nel 1772, un tempio di Apollo e due fortificazioni dell'età del ferro, Whitesheet Hill e Park Hill Camp.

## King Alfred's Tower
La King Alfred's Tower è una stravagante costruzione alla frontiera tra le contee del Somerset e dello Wiltshire. Fu costruita nel 1772 con ogni angolo in una contea diversa, ma più tardi la frontiera della contea di Dorset cambiò.

### Galleria d'immagini

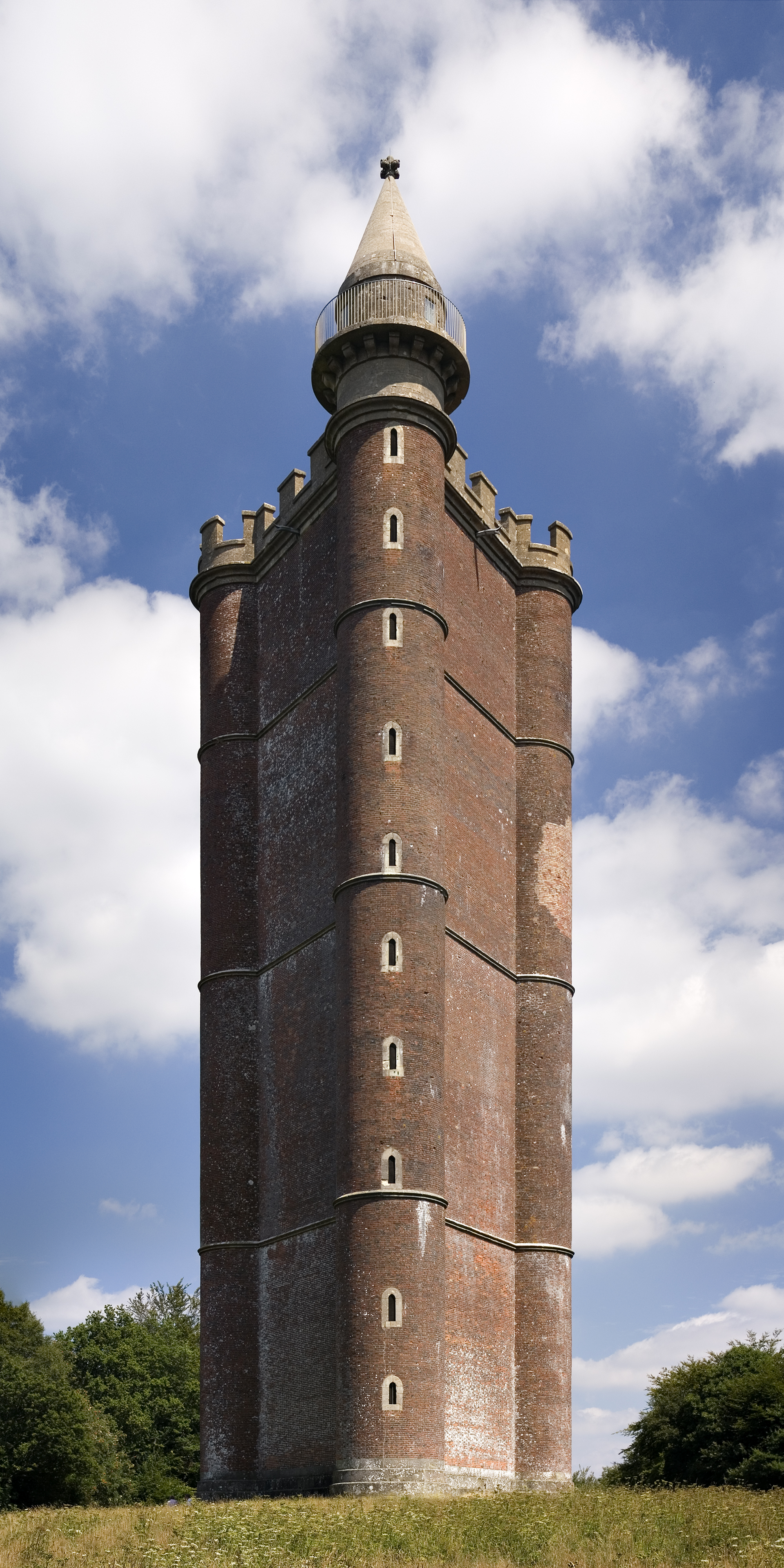
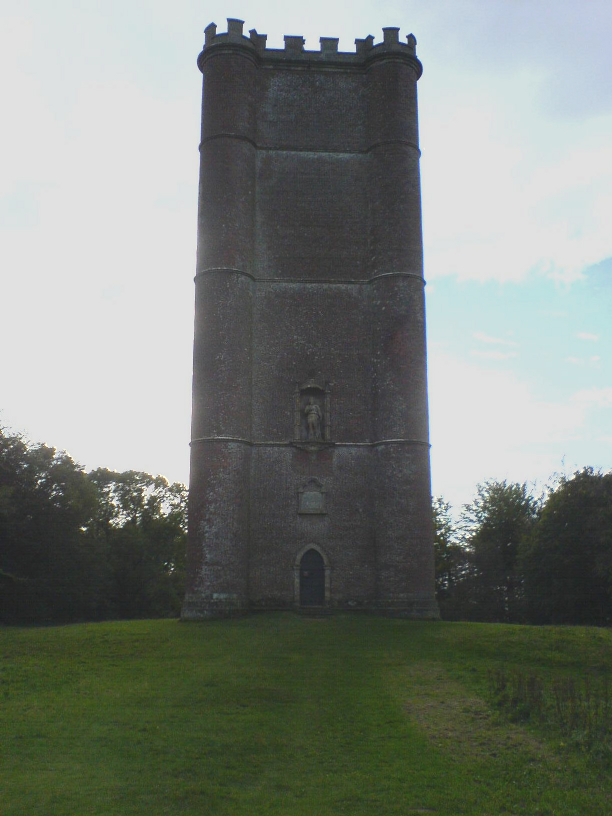
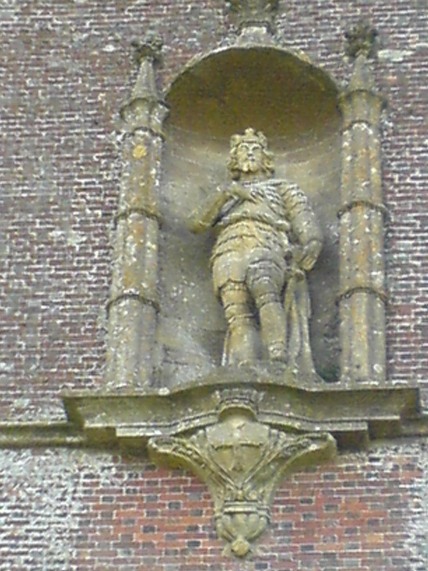
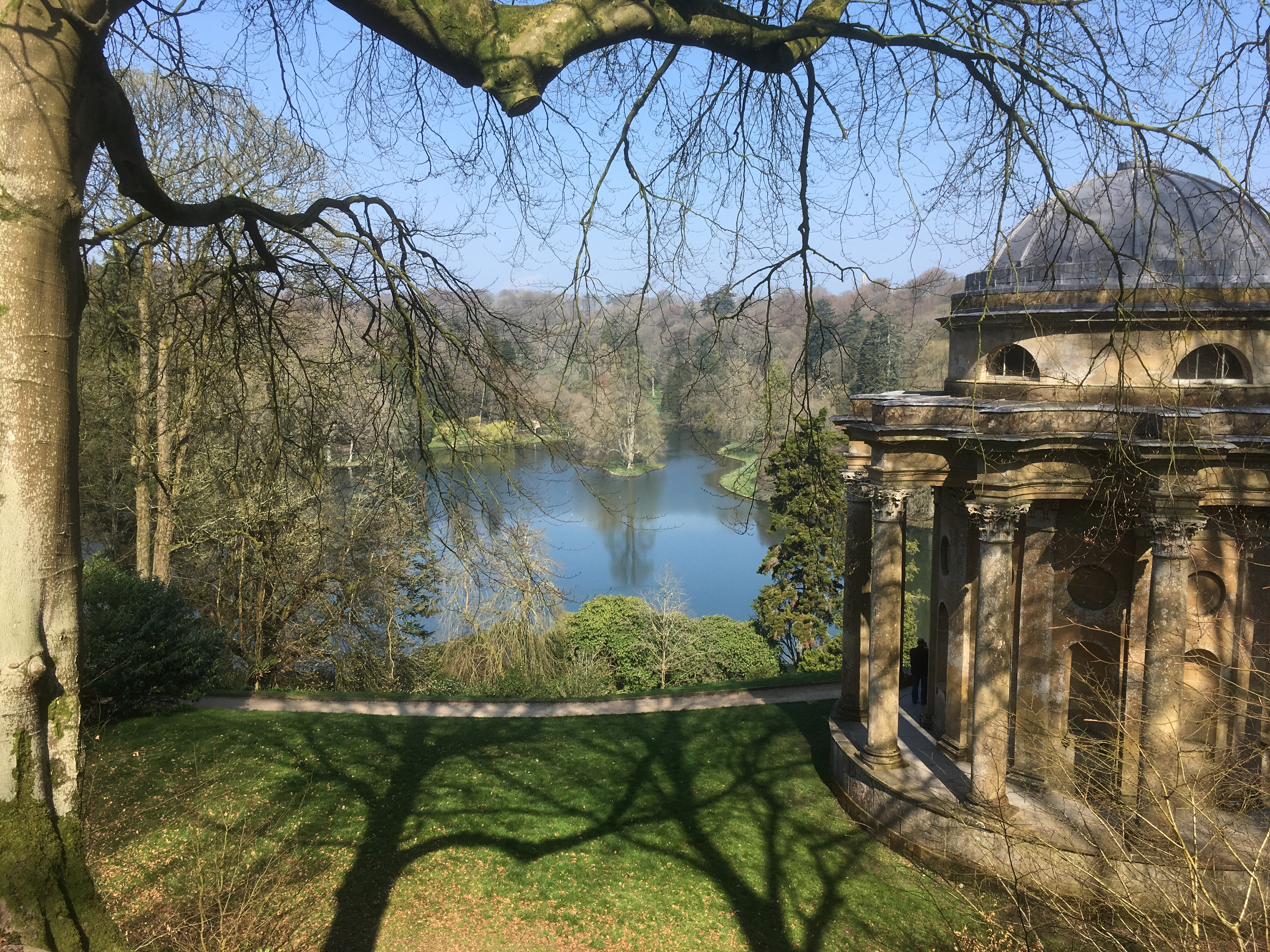
Tempio di Apollo e il lago Stourhead